# Bulelani Makoba
Bulelani Makoba (6 de agosto de 1978) es un deportista sudafricano que compitió en judo. Ganó una medalla de plata en el Campeonato Africano de Judo de 2005 en la categoría de –60 kg.

## Palmarés internacional
| Campeonato Africano | Campeonato Africano          | Campeonato Africano | Campeonato Africano |
| Año                 | Lugar                        | Medalla             | Categoría           |
| ------------------- | ---------------------------- | ------------------- | ------------------- |
| 2005                | Puerto Elizabeth (Sudáfrica) | Medalla de plata    | –60 kg              |